# Province de l'Ouest (Rwanda)
Pour les articles homonymes, voir Province de l'Ouest.
La province de l'Ouest (en kinyarwanda : Intara y'Iburengerazuba ; en anglais : Western Province) est, depuis la réforme administrative de 2006, l'une des cinq provinces du Rwanda. Elle résulte de la fusion des anciennes provinces de Cyangugu, Kibuye et de Gisenyi. Elle se trouve à l'ouest du pays.
Elle est composée de sept districts :  
- Rusizi ;
- Nyamasheke ;
- Karongi ;
- Rutsiro ;
- Ngororero ;
- Rubavu ;
- Nyabihu.

Le chef-lieu de la Province de l'Ouest est situé à Bwishyura, dans le district de Karongi, mais les villes principales restent les capitales des anciennes provinces :

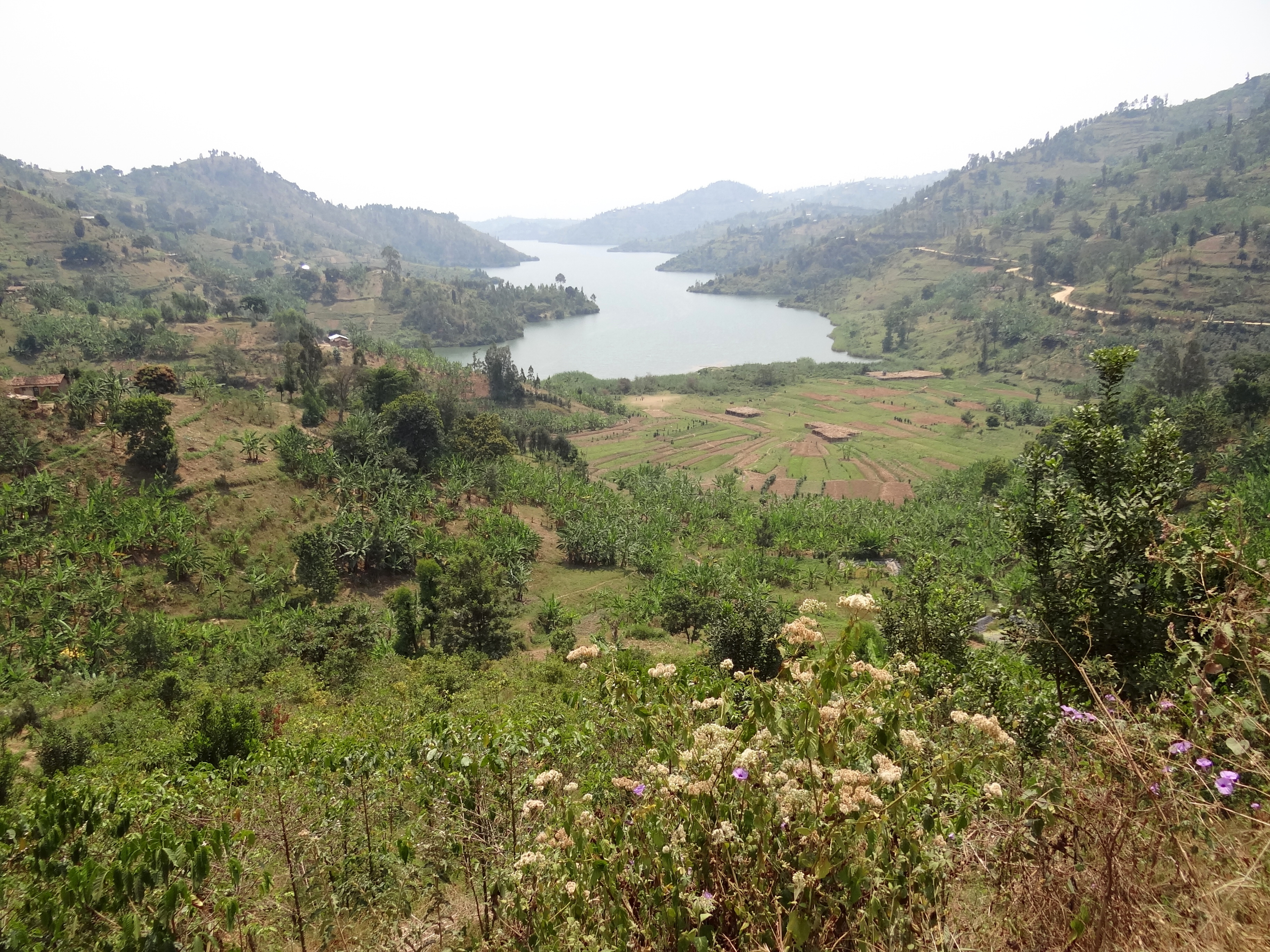
Lac Kivu.

- Cyangugu ;
- Kibuye ;
- Gisenyi.